# Middle of Nowhere (film, 2012)
Pour les articles homonymes, voir Middle of Nowhere.
Middle of Nowhere est un film américain indépendant écrit et réalisé par Ava DuVernay en 2012.
Il a été présenté au Festival de Sundance 2012, où il a remporté le Prix du meilleur réalisateur américain.

## Synopsis
Lorsque son mari est condamné à 8 ans de prison, Ruby abandonne ses études de médecine pour se concentrer sur le bien-être de son mari pendant son incarcération.

## Fiche technique
- Titre original : Middle of Nowhere
- Réalisation : Ava DuVernay
- Scénario : Ava DuVernay
- Production : Ava DuVernay
- Photographie : Bradford Young
- Montage : Spencer Averick
- Musique : Kathryn Bostic
- Pays d'origine :  États-Unis
- Langue originale : anglais
- Durée : 92 minutes
- Dates de sortie :
  -  Festival de Sundance 2012 : 20 janvier 2012
  -  États-Unis : 12 octobre 2012

## Distribution
- Emayatzy Corinealdi : Rudy
- David Oyelowo : Brian
- Omari Hardwick : Derek
- Lorraine Toussaint : Ruth
- Sharon Lawrence : Fraine

## Accueil
Le film reçoit un accueil positif. Il obtient une note de 85 % sur l'agrégateur de critiques Rotten Tomatoes, basé sur 35 critiques

## Récompenses
- Festival de Sundance 2012 : Prix du meilleur réalisateur américain
- 2012 : Meilleure actrice pour Emayatzy Corinealdi, meilleur scénario, meilleure musique de film, meilleur film indépendant aux African-American Film Critics Association Awards
- Women Film Critics Circle Awards 2012 : Joséphine Baker Award
- 2013 : John Cassavetes Award aux Independent Spirit Awards